# Revolution 9
Revolution 9 – eksperymentalny utwór zespołu The Beatles skomponowany przez Johna Lennona (oficjalnie Lennon/McCartney) z pomocą George’a Harrisona i Yoko Ono. Lennon stworzył ten utwór, inspirując się awangardową twórczością Yoko Ono oraz muzyką takich kompozytorów jak Edgar Varèse i Karlheinz Stockhausen. Nagranie zostało umieszczone na płycie The Beatles.
„Revolution 9”, trwający ponad 8 minut, to najdłuższy oficjalnie wydany utwór zespołu The Beatles.

## Podział ról
- John Lennon – zapętlanie dźwięku taśm magnetofonowych, wypowiedziany z magnetofonu śpiew, efekty
- George Harrison – zapętlanie dźwięku taśm magnetofonowych, wypowiedziany z magnetofonu śpiew, efekty
- Yoko Ono – zapętlanie dźwięku taśm magnetofonowych, wypowiedziany z magnetofonu śpiew, efekty